# Tagváltozó
Az objektumorientált programozásban a tagváltozó (néha tagmezőnek is hívják) egy meghatározott objektumhoz kapcsolódó változó, amely annak összes metódusa számára (tagfüggvény) elérhető.
Az osztályalapú programozási nyelvekben két kategória létezik: osztályváltozók és példányváltozók. Az osztályváltozóknál (statikus tagváltozónak is hívják) csak egy változópéldány létezik, amely meg van osztva az összes példánnyal. A példányváltozóknál az osztály minden példányának saját független változó példánya van.

## Példák

### C++
```
class
 
Foo
 {
```

```
    int bar; 
// Tagváltozó.
```

```
  
public
:
```

```
    void setBar(
const
 int newBar) {
```

```
      bar = newBar;
```

```
    }
```

```
};
```

```
int main () {
```

```
  Foo rect; 
// Helyi változó.
```

```
  
return
 0;
```

```
}
```

### Java
```
public
 
class
 
Program

{

    
public
 
static
 
void
 
main
(
String
[]
 
args
)

    
{

        
// Ez egy helyi változó. Az élettartamát

        
// a lexikális hatáskör határozza meg.

        
Foo
 
foo
;

    
}

}

public
 
class
 
Foo

{

    
/* Ez egy tagváltozó – Foo minden osztálypéldányához

     egy új példány jön létre a változóból. A változó

     élettartama megegyezik a "this" Foo példány

     élettartamával.

    */

    
int
 
bar
;

}

```

### Python
```
class
 
Foo
:
```

```
    
def
 __init__(self):
```

```
        self._bar = 0
```

```
    @property
```

```
    
def
 bar(self):
```

```
        
return
 self._bar
```

```
    @bar.setter
```

```
    
def
 bar(self, new_bar):
```

```
        self._bar = new_bar
```

```
f = Foo()
```

```
f.bar = 100
```

```
print(f.bar)
```

### Common Lisp
```
(defclass foo () (bar))
```

```
(defvar f (make-instance 'foo))
```

```
(setf (slot-value f 'bar) 100)
```

```
(print (slot-value f 'bar))
```

### Ruby
```
/*
```

```
  A Ruby-nak három tagváltozó típusa van: osztályváltozó,
```

```
  osztálypéldányváltozó és példányváltozó.
```

```
*/
```

```
class
 
Kutya
```

```
  
# Az osztályváltozó az osztály törzsében van definiálva két kukacjellel
```

```
  
# és leírja a Kutya osztályt és annak származtatott osztályait (ha van 
```

```
    ilyen)
```

```
  @@szaglászik = true
```

```
end
```

```
keverék = Kutya.new
```

```
keverék.class.szaglászik 
#=> true
```

```
class
 
Uszkár
 < Kutya
```

```
  # Az osztaly példányváltozó az osztály törzsében van meghatározva egy
```

```
  # kukacjellel és csak az Uszkár osztályról tartalmaz információt. Nem
```

```
  # állít semmit a szülőosztályáról sem a származtatott osztályairól
```

```
  # állítást.
```

```
  @vedlik = false
```

```
  
# Az új Uszkár példány még nincs betanítva amikor létrejön. A ‘betanított’
```

```
  # változó az inicializáló metódusban helyi változó és beállítja az @trained
```

```
  # példányváltozót. A Példányváltozó a példánymetódusban van definiálva és
```

```
  # az Uszkár példánynak egy tagja.
```

```
  
def
 initialize(betanított = false)
```

```
    @betanított = betanított
```

```
  
end
```

```
  
def
 be_van_tanítva?
```

```
    @betanított
```

```
  
end
```

```
end
```

```
p = Uszkár.new
```

```
p.class.vedlik 
#=> false
```

```
p.be_van_tanítva? 
#=> false
```

### PHP
```
<?php
```

```
class
 
Példa
```

```
{
```

```
    
/**
```

```
     * Példa példányváltozó.
```

```
     *
```

```
     * Tagváltozók lehetnek: public, protected vagy private.
```

```
     *
```

```
     * @var int
```

```
     */
```

```
    
public
 int $foo;
```

```
    
/**
```

```
     * Példa statikus tagváltozó.
```

```
     *
```

```
     * @var bool
```

```
     */
```

```
    
protected
 
static
 int $bar;
```

```
    
/**
```

```
     * Példa konstruktor metódus.
```

```
     *
```

```
     * @param int $foo
```

```
     */
```

```
    
public
 
function
 __construct(int $foo)
```

```
    {
```

```
        
// Beállítja foo-t.
```

```
        $this->foo = $foo;
```

```
    }
```

```
}
```

```
// Létrehoz egy új Example objektumot.
```

```
// Beállítja a "foo" tagváltozót 5-re.
```

```
$példa = 
new
 Példa(5);
```

```
// Felülírja a "foo" tagváltozót 10-re.
```

```
$példa->foo = 10;
```

```
// Kiír 10-et.
```

```
echo
 $példa->foo;
```

### Lua
```
--region példa
```

```
--- @class példa_c
```

```
--- @field foo szám Példa "tagváltozó".
```

```
local
 példa_c = {}
```

```
local
 példa_mt = {__index = példa_c}
```

```
--- Objektumot hoz létre példából.
```

```
--- @return példa_c
```

```
function
 
példa_c
.new(foo)
```

```
  
-- Az első táblázat argumentum az objektum tagváltozója.
```

```
  
-- A Lua objektumokban metatáblák vannak kulcs-érték pár tagváltozókkal.
```

```
  
return
 setmetatable({
```

```
    foo = foo
```

```
  }, példa_mt)
```

```
end
```

```
--endregion
```

```
-- Létrehoz egy példa objektumot.
```

```
-- Beállítja "foo" tagváltozót 5-re.
```

```
local
 példa = példa_c.new(5)
```

```
-- Átírja "foo" tagváltozót 10-re.
```

```
példa.foo = 10
```

```
-- Kiír 10-et.
```

```
print(példa.foo)
```

## Fordítás
Ez a szócikk részben vagy egészben  a   Member variable című angol Wikipédia-szócikk ezen változatának fordításán alapul.  Az eredeti cikk szerkesztőit annak laptörténete sorolja fel. Ez a jelzés csupán a megfogalmazás eredetét és a szerzői jogokat jelzi, nem szolgál a cikkben szereplő információk forrásmegjelöléseként.